# 亚毛无心菜
亚毛无心菜（学名：Arenaria subpilosa）为石竹科无心菜属下的一个种。

## 扩展阅读
- 維基物種上的相關：亚毛无心菜